# Luís Valente de Oliveira

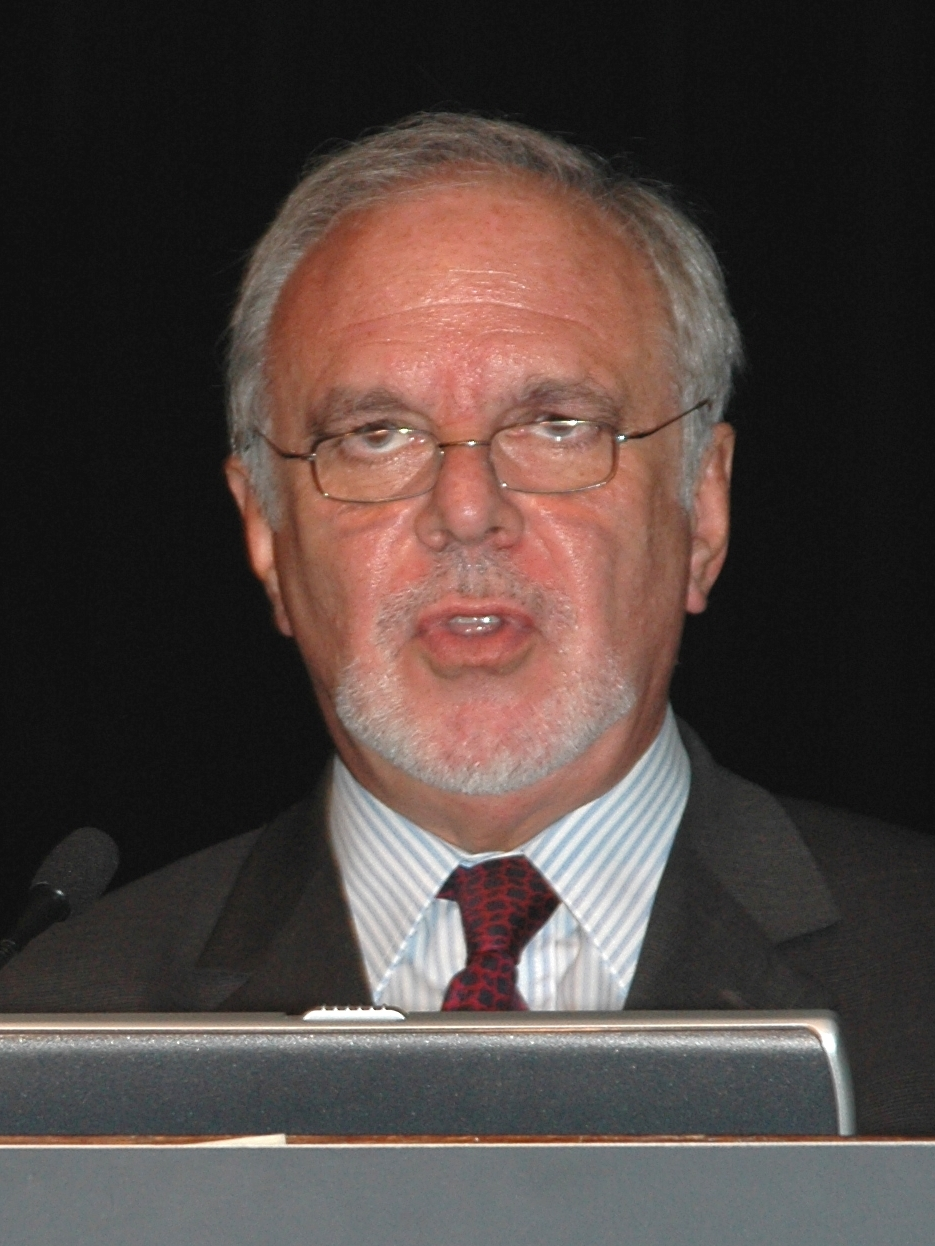
Luís Francisco Valente de Oliveira

Luís Francisco Valente de Oliveiraⓘ (* 1937 in São João da Madeira) ist ein portugiesischer Politiker der Portugiesischen Sozialdemokraten (PSD). Er hatte bereits mehrere Ämter in verschiedenen portugiesischen Regierungen inne.

## Leben
Luís Valente de Oliveira besuchte das Colégio Almeida Garrett in Porto, daraufhin studierte er Bauingenieurwesen an der Universität Porto bis 1961, an der er sich 1973 auch promovierte. Er besitzt ein Diplom in Regionalplanung durch das Institute of Social Studies in Den Haag (1969) und einen Master of Science in Verkehrsplanung durch das Imperial College der Universität London (1971). Seit 1980 ist Valente de Oliveira Professor der Fakultät für Ingenieurwissenschaften der Universität Porto.
Erste Aufgaben übernahm Valente de Oliveira zwischen 1973 und 1978 als Präsident des Kabinetts der Kommission der Regionalplanung der Nordregion Portugals (Gabinete técnico e da gestão da Comissão de Planeamento Regional do Norte), zwischen 1979 und 1985 hatte er das Amt des Kommissionspräsidenten der Kommission zur Koordinierung der Nordregion Portugals (Commissão de Coordenação da Região Norte) inne.
Valente de Oliveira hatte ebenfalls verschiedenste Regierungsämter inne. Zwischen 1978 und 1979 war er unter der Regierung Mota Pinto Minister für Erziehung und Wissenschaften, zwischen 1986 und 1995 war er unter der Regierung Cavaco Silva Minister für Liegenschaftsverwaltung und -planung (Teil des heutigen Umweltministeriums), zwischen 2002 und 2003 war er unter der Regierung Barroso Minister für öffentliche Bauten, Verkehr und Wohnen. Von letzterem Amt trat er aus Gesundheitsgründen zurück.
Derzeit ist Luís Valente de Oliveira Vizepräsident des portugiesischen Wirtschaftsverbandes (Associação Empresarial de Portugal). Valente de Oliveira veröffentlichte zahlreiche Fachartikel und Fachbücher über Bauingenieurwesen, Regional- und Verkehrsplanung.
Luís Valente de Oliveira erhielt außerdem zahlreiche Ehrungen, darunter 1980 das portugiesische Großkreuz des Infantordens (Grã-Cruz da Ordem de Infante), 1987 das brasilianische Großkreuz des Südkreuz Ordens (Grã-Cruz da Ordem do Cruzeiro do Sul), 2002 mit dem griechischen Großkreuz des Ehrenordens und 2004 mit dem Großkreuz des Christusordens (Grã-Cruz da ordem Militar Cristo).

## Werke
- Bloco de Notas. Verlag ASA, Lissabon, ISBN 972-41-1690-5
- Novas Considerações Sobre a Regionalização. Verlag ASA, Lissabon, ISBN 972-41-1910-6
- Regionalização. Verlag ASA, Lissabon, ISBN 972-41-1755-3